# Cassian (Wisconsin)
Cassian es un pueblo ubicado en el condado de Oneida en el estado estadounidense de Wisconsin. En el Censo de 2010 tenía una población de 985 habitantes y una densidad poblacional de 5,56 personas por km².

## Geografía
Cassian se encuentra ubicado en las coordenadas 45°41′35″N 89°41′3″O / 45.69306, -89.68417. Según la Oficina del Censo de los Estados Unidos, Cassian tiene una superficie total de 177.16 km², de la cual 166.31 km² corresponden a tierra firme y (6.12%) 10.84 km² es agua.

## Demografía
Según el censo de 2010, había 985 personas residiendo en Cassian. La densidad de población era de 5,56 hab./km². De los 985 habitantes, Cassian estaba compuesto por el 97.77% blancos, el 0.1% eran afroamericanos, el 0.71% eran amerindios, el 0% eran asiáticos, el 0% eran isleños del Pacífico, el 0.41% eran de otras razas y el 1.02% pertenecían a dos o más razas. Del total de la población el 0.71% eran hispanos o latinos de cualquier raza.